# Egone
Egone là một chi bướm đêm thuộc họ Erebidae.

## Loài
- Egone atrisquamata Hampson, 1926
- Egone bipunctalis Walker, 1863